# Duque (brazylijski piłkarz)
David Duque Ferreira (ur. 17 maja 1926 w Belo Horizonte – zm. 16 lipca 2017) – brazylijski piłkarz grający na pozycji obrońcy, a następnie trener piłkarski.

## Kariera klubowa
W swojej karierze Duque grał w klubach Cruzeiro EC, Fluminense FC, CR Vasco da Gama i Canto do Rio FC.

## Kariera reprezentacyjna
Po zakończeniu kariery Duque został trenerem i prowadził takie kluby jak: Clube Náutico Capibaribe, Bonsucesso FC, Santa Cruz FC, SC Corinthians Paulista, Fluminense FC, Sport Club do Recife, Al-Muharraq i América Mineiro.
W latach 1972-1973 i 1983-1984 Duque był selekcjonerem reprezentacji Wybrzeża Kości Słoniowej. Prowadził ją w Pucharze Narodów Afryki 1984, jednak nie wyszedł z nią z grupy.